# Pycnomerus thrinax
Pycnomerus thrinax is een keversoort uit de familie somberkevers (Zopheridae). De wetenschappelijke naam van de soort werd in 2000 gepubliceerd door Ivie & Slipinski.